# Schneckenkneter
Ein Schneckenkneter ist ein Apparat, der mehrere Ausgangsstoffe zu einer Paste vermischt und gleichzeitig knetet.
Er besteht normalerweise aus mehreren Transportzonen, in denen die Schnecke das Mischgut vortreibt, und einer Knetzone mit mehreren exzentrisch angebrachten Knetscheiben. Beim Schneckenkneter wird die zu verarbeitende Masse durchgeknetet, ohne sie dabei auszutragen, wie bei einem Schneckenförderer.